# Różanka (Ukraina)
Różanka (ukr. Рожанка) – wieś na Ukrainie. Należy do rejonu lwowskiego w obwodzie lwowskim.
Miejscowość założona ok. 1844 i nazwana na cześć Rozalii Róży z domu Wierzbickiej.
W II Rzeczypospolitej do 1934 roku wieś stanowiła samodzielną gminę jednostkową w powiecie kamioneckim w woj. tarnopolskim. W związku z reformą scaleniową została 1 sierpnia 1934 roku włączona do nowo utworzonej wiejskiej gminy zbiorowej Kamionka Strumiłowa w tymże powiecie i województwie. Po wojnie wieś weszła w struktury administracyjne Związku Radzieckiego.